# بانوساس (إزار)
بانوساس هي بلدية في إزار في جنوب شرق فرنسا.